# Akio Suyama
Akio Suyama (jap. 陶山 章央 Suyama Akio; ur. 8 lipca 1968) – japoński seiyū związany z firmą Sigma Seven.

## Wybrane role głosowe
- 1990: Ranma ½ – Pracownik B
- 1990: Muminki – różne głosy
- 1995: Chibi Maruko-chan –
  - Tsuyoshi Yamane,
  - Sasaki-kun
- 1997: Shin-chan – Gaisha Nonin
- 1997: Rewolucjonistka Utena –
  - Danshiseito B,
  - Osoba A
- 1997: Pokémon –
  - Yūji (Kōji),
  - Shō
- 1998: Initial D – Shouichi
- 1999: Detektyw Conan – Ida Toshiyuki